# Lepidaploa chiriquiensis
Lepidaploa chiriquiensis là một loài thực vật có hoa trong họ Cúc. Loài này được (S.C.Keeley) H.Rob. mô tả khoa học đầu tiên năm 1995.